# Tomasz Truskawa
Tomasz Truskawa (ur. 24 września 1965 w Bydgoszczy, zm. 23 maja 2024) – polski działacz lewicowy.

## Życiorys
W 1979 współzałożyciel Konfederacji Niezależnej Młodzieży Polskiej (działał w niej do 1983). Zatrzymany w kwietniu 1980 podczas malowania napisów. Od sierpnia 1980 do grudnia 1981 zajmował się kolportażem w Regionie Ziemi Bydgoskiej. Od grudnia 1981 do 1983 kolportował ulotki w Bydgoszczy. Także w latach 1981–1983 działał w Związku Młodzieży Demokratycznej i Konfederacji Polski Niepodległej. W 1983 podjął studia na Wydziale Dziennikarstwa i Nauk Politycznych Uniwersytetu Warszawskiego, które ukończył w 1989.
Od 1984 był członkiem redakcji „Robotnika” i Grupy Politycznej „Robotnik”. Drukował „Robotnika Pomorza Zachodniego”, „Biuletyn Informacyjny PPS”, „Gazetę Jastrzębską”, „Iskrę” (Lublin), „Falę” (Siedlce) i „Barykadę” (Pionki). Współtwórca Polskiej Partii Socjalistycznej. Członek PPS-Rewolucja Demokratyczna, a następnie TKK PPS. W 1987 współorganizator Miesiąca prasy zakładowej NSZZ „Solidarność”. Jeden z założycieli podziemnego Wydawnictwa im. Olofa Palme. Wydawca i redaktor naczelny pisma PPS „Warszawianka” (1988–1990). We władzach PPS zasiadał do 1993, a w „Solidarności” działał do 1999. W wyborach parlamentarnych w 1997 bez powodzenia ubiegał się o mandat poselski z listy Unii Pracy w województwie płockim (otrzymał 631 głosów). Działacz związkowy. Członek zarządu Stowarzyszenia Wolnego Słowa, do którego przystąpił w 1999. Felietonista „Gazety Polskiej Codziennie”.

## Odznaczenia i wyróżnienia
- Krzyż Oficerski Orderu Odrodzenia Polski (2024)[4][5]
- Krzyż Wolności i Solidarności (2024)[6][5]
- Odznaka „Zasłużony Działacz Kultury” (2000)
- Odznaka „Zasłużony dla NSZZ Policjantów” (1994)